# Jaume Serrats i Ollé
Jaume Serrats i Ollé (Barcelona, 6 de maig de 1944 - Barcelona, 19 d'agost de 2023) va ser un periodista, advocat i professor universitari català.

## Trajectòria
Nascut a Barcelona el 1944, va ser fill d'Emili Serrats i Soler (+1993) i de Teresa Ollé i Benseny (+2005). Va ser professor de la Facultat de Dret de la Universitat de Barcelona entre 1967 i 1972, així com de la Facultat de Ciències de la Informació de la Universitat Autònoma de Barcelona durant els anys 1983, 1989 i 1990. En el món del periodisme va iniciar-se a la redacció d'El Correo Catalán i, després, a la de Tele Express. Posteriorment, va dirigir els diaris Catalunya-eXpress entre 1976 i 1979; Mundo Diario l'any 1980 i l'Avui entre 1982 i 1986. També va ser director dels serveis informatius de Catalunya Ràdio entre 1986 i 1987; director i presentador dels programes Tal com són, de TVE a Catalunya entre 1982 i 1983 i el programa Catalans, de Televisió de Catalunya l'any 1984.
L'11 de desembre de 1986, el Jutjat Central d'Instrucció número 1 de l'Audiència Nacional espanyola va processar-lo, en tant que director del diari Avui, juntament amb el director del diari Segre Ramon Perelló, per un presumpte delicte d'apologia del terrorisme. La qüestió del cas versava en uns fets ocorreguts l'any anterior quan, el 17 de desembre, els dos diaris van publicar les esqueles de Mikel Zabalza, conductor de busos basc assassinat per tortura a la caserna d'Intxaurrondo de la Guàrdia Civil espanyola, i de Quim Sànchez, activista polític català militant de Terra Lliure que va morir manipulant explosius. En la mateixa interlocutòria van ser acusats del pagament de les esqueles Juli Palou i Mínguez, Ismael Durà i Guimerà, Joaquim Roig i Ortiz, i Josep Ramon Freixes i Sentís, tots ells militants independentistes del PSAN, l'MDT, IPC o els CSPC. Finalment, el jutjat va decretar la llibertat sense fiança de tots els processats malgrat imposar una sanció econòmica de 500.000 pessetes per a cadascú.
Entre 1990 i 1996 va ser director general de Promoció Cultural del Departament de Cultura de la Generalitat de Catalunya; entre 1996 i 1998 va ser directiu del centre territorial de TVE a Catalunya, i entre 1998 i 2000 va dirigir la Indústria de l'Audiovisual del Comissionat per a la Societat de la Informació. Entre el juny de 2000 i el juny de 2008 va ser membre del Consell de l'Audiovisual de Catalunya, i des de l'octubre de 2005 en va ser vicepresident. Les principals responsabilitats del càrrec van ser el seguiment de la normativa audiovisual tant a escala autonòmica, estatal com comunitari, així com vetllar per la presència de la llengua i la cultura catalanes a l'espai audiovisual i garantir el bon funcionament de l'Observatori de l'Audiovisual.
Fou membre del Col·legi de Periodistes de Catalunya i d'un col·legi d'advocats de Catalunya. L'any 1987 va ser guardonat amb el Premi Gaziel de periodisme. Va morir el 19 d'agost de 2023 a Barcelona, als 79 anys, a causa d'un càncer.